# 스타리 모스트
스타리 모스트(보스니아어: Stari Most)는 보스니아 헤르체고비나 모스타르에 위치한 16세기의 다리로 길이는 29m, 너비는 4m, 높이는 24m이다. 스타리 모스트는 보스니아어로 "오래된 다리"를 뜻한다.
모스타르 시내를 흐르는 네레트바강에 설치된 다리로서 보스니아 헤르체고비나가 오스만 제국의 지배를 받던 시기에 건립되었다. 모스타르의 상징으로 여겨지는 건축물로서 발칸반도의 이슬람 건축 양식을 대표하는 건축물 가운데 하나로 여겨진다. 2005년에는 유네스코가 지정한 세계유산에 등재되었다.

## 특징
스타리 모스트는 모스타르 구 시가지를 흐르는 네레트바강에 위치하며 모스타르라는 도시 이름 또한 여기서 유래된 이름이다. 모스타르는 보스니아 헤르체고비나에서 5번째로 큰 도시로서 보스니아 헤르체고비나 연방 헤르체고비나네레트바주의 주도이자 헤르체고비나 지방의 비공식 수도이기도 하다.
스타리 모스트는 기초 대신 해안 절벽을 따라 뻗어 있는 날개벽과 연결된 석회암 퇴적물이 있다. 네레트바강의 여름철 수위는 40.05m인데 이를 기준으로 측정해서 건립된 교대의 높이는 6.53m에 달하고 여기서부터 아치가 꼭대기까지 솟아난다. 아치의 시작점은 높이가 0.32m에 달하는 몰딩으로 강조되어 있고 아치의 높이는 12,02m에 달한다.
다리 북동쪽과 남서쪽에는 요새 형식을 띤 탑이 세워져 있는데 북동쪽에 있는 탑은 할레비야탑(Halebija), 남서쪽에 있는 탑은 타라탑(Tara)이라고 부른다. 이들 탑은 '모스타리'(mostari) 또는 '다리의 수호자들'이라고 부른다.

## 역사

### 건설
스타리 모스트는 1557년에 오스만 제국의 술탄이었던 쉴레이만 1세가 나무로 만든 불안정한 현수교를 대신할 새 다리를 건립하라는 명령에 따라 건설되었으며 건설 과정은 9년 동안에 걸쳐 진행되었다. 다리에 있는 비문에는 이슬람력 974년에 건립되었다는 기록이 남아 있는데 서력기원으로는 1566년 7월 19일부터 1567년 7월 7일 사이에 건립된 것으로 추정된다.
오스만 제국의 건축가인 미마르 시난의 문하생이었던 미마르 하이루딘(Mimar Hayruddin)이 스타리 모스트의 건립을 맡았다고 하지만 다리 건축 과정에 대해 알려진 것은 부족한 편이다. 현존하는 문헌을 통해 남아있는 것은 회고록이나 전설, 다리의 건축을 맡았던 인물의 이름 뿐이다. 전설에 따르면 하이루딘은 전례가 없는 다리를 만들면 사형당하기 때문에 다리가 완성되어 발판을 철거하는 날에는 자신의 장례식을 준비하고 있었다고 한다.
스타리 모스트는 건립 당시에 길이가 28m, 높이가 20m에 달했을 정도로 경이로운 건축물로 여겨졌다. 특히 17세기 오스만 제국의 탐험가인 에블리야 첼레비(Evliya Çelebi)는 자신의 기행문에서 "다리는 하나의 절벽에서 다른 절벽으로 뻗어나와 있고 아치는 하늘로 치솟은 무지개를 닮았다. 가난하고 비참한 알라의 노예인 나는 16개 나라를 거쳐갔지만 이렇게 높은 다리는 본 적이 없다. 그것은 하늘만큼 높은 바위에서 바위로 던져졌다."라고 평가했다.

### 파괴와 재건
스타리 모스트는 보스니아 전쟁이 진행 중이던 1993년 11월 9일에 크로아티아계 무장 조직인 크로아티아 방위 평의회 포병대의 공격을 받고 파괴되었다. 보스니아 전쟁이 종식된 이후에 유네스코, 세계은행은 스타리 모스트와 모스타르 구 시가지 재건을 위한 감독 위원회를 결성했다. 보스니아 헤르체고비나, 크로아티아, 튀르키예, 이탈리아, 네덜란드 정부, 유럽 평의회 산하 유럽 개발 은행은 재건 과정에 필요한 자금을 조달했다.
1998년 10월에는 유네스코가 스타리 모스트 재건을 위한 국제 전문가 감독 위원회를 결성했다. 유네스코는 스타리 모스트를 오스만 제국 시대에 사용된 건축 자재, 건축 기술을 이용해서 원래 모습과 똑같이 재건하기로 결정했다. 튀르키예의 건설 회사인 에르-부(Er-Bu)가 다리 재건에 필요한 건축 자재, 건축 기술을 도입했으며 2001년 6월 7일부터 다리 재건 공사가 시작되었다. 2004년 7월 23일에는 재건된 다리가 개통되었으며 재건 과정에 1,550만 미국 달러가 투입되었다.

## 뛰어내리기
모스타르에서는 청년들이 스타리 모스트에서 네레트바강에 뛰어드는 것을 전통으로 여긴다. 하지만 네레트바강이 매우 춥기 때문에 위험한 곡예를 펼치기 위해서는 높은 기술과 훈련을 필요로 한다. 1664년에 작성된 문헌에서는 스타리 모스트에서 뛰어내린 최초의 기록이 전한다. 1968년부터 모스타르에서는 매년 여름에 공식적인 다이빙 대회가 열린다.

## 사진

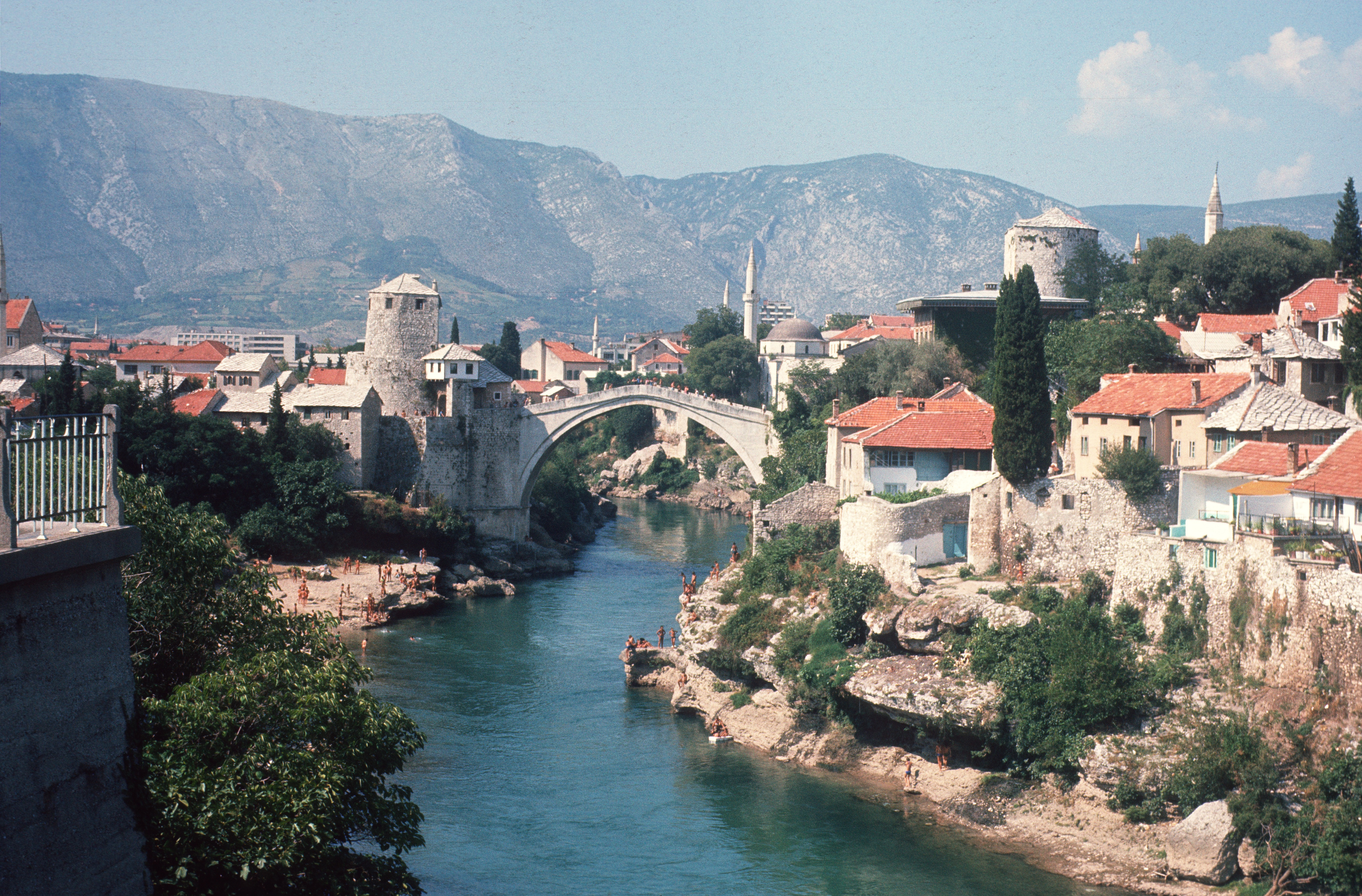
스타리 모스트 (1974년 촬영)
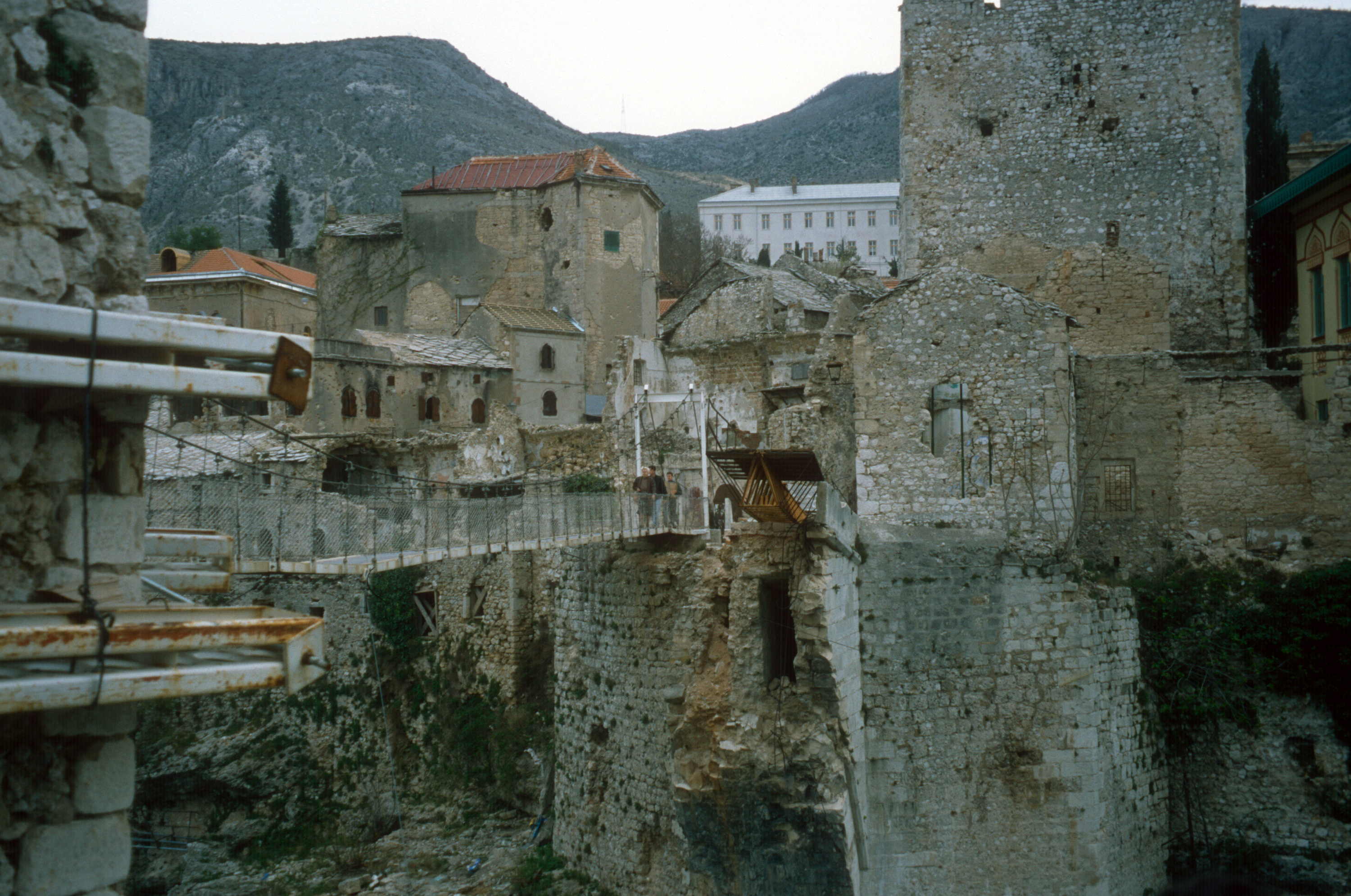
스타리 모스트가 있던 자리에 설치된 임시 현수교 (1997년 촬영)
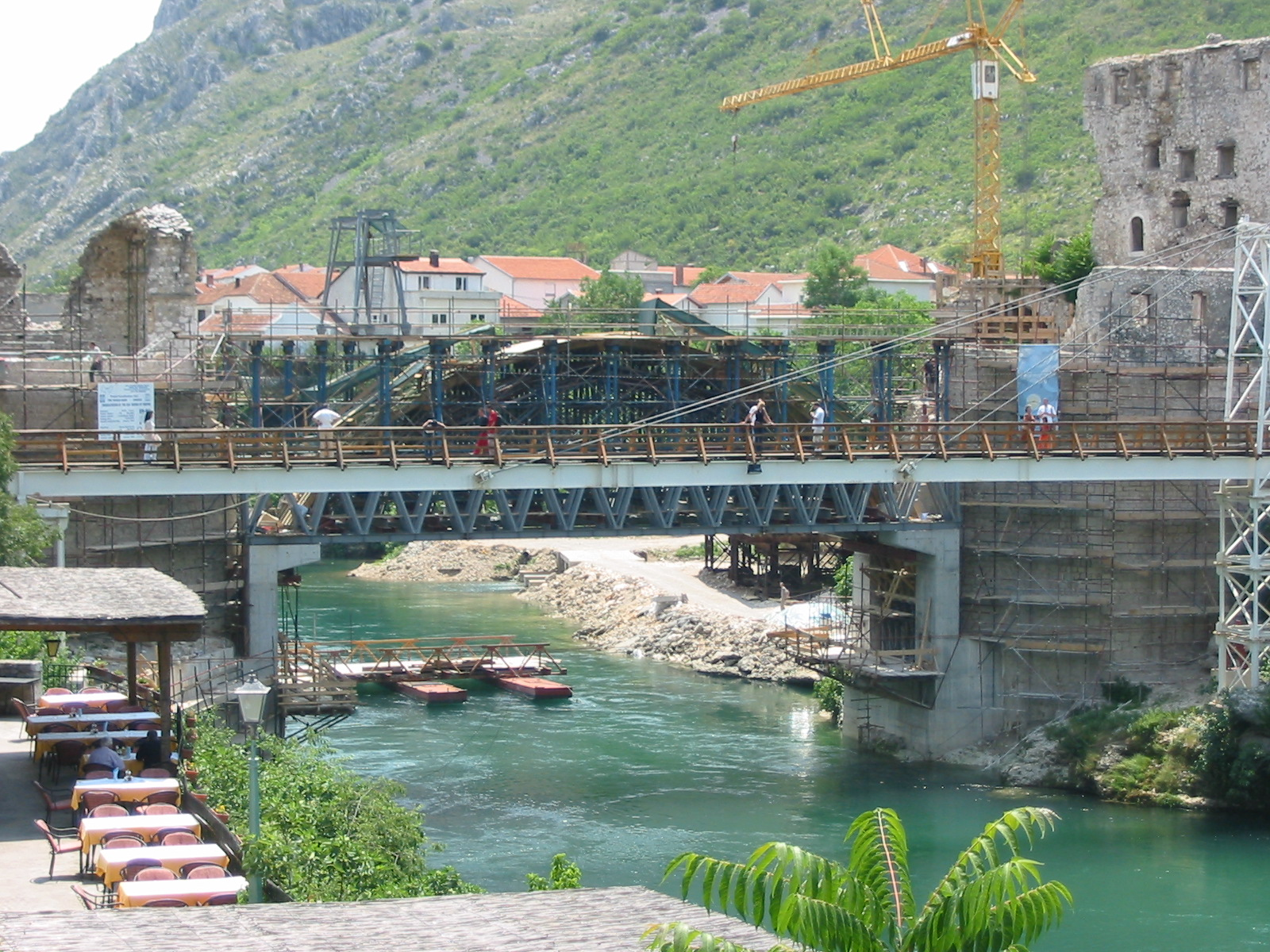
스타리 모스트 재건 공사 현장 (2003년 촬영)
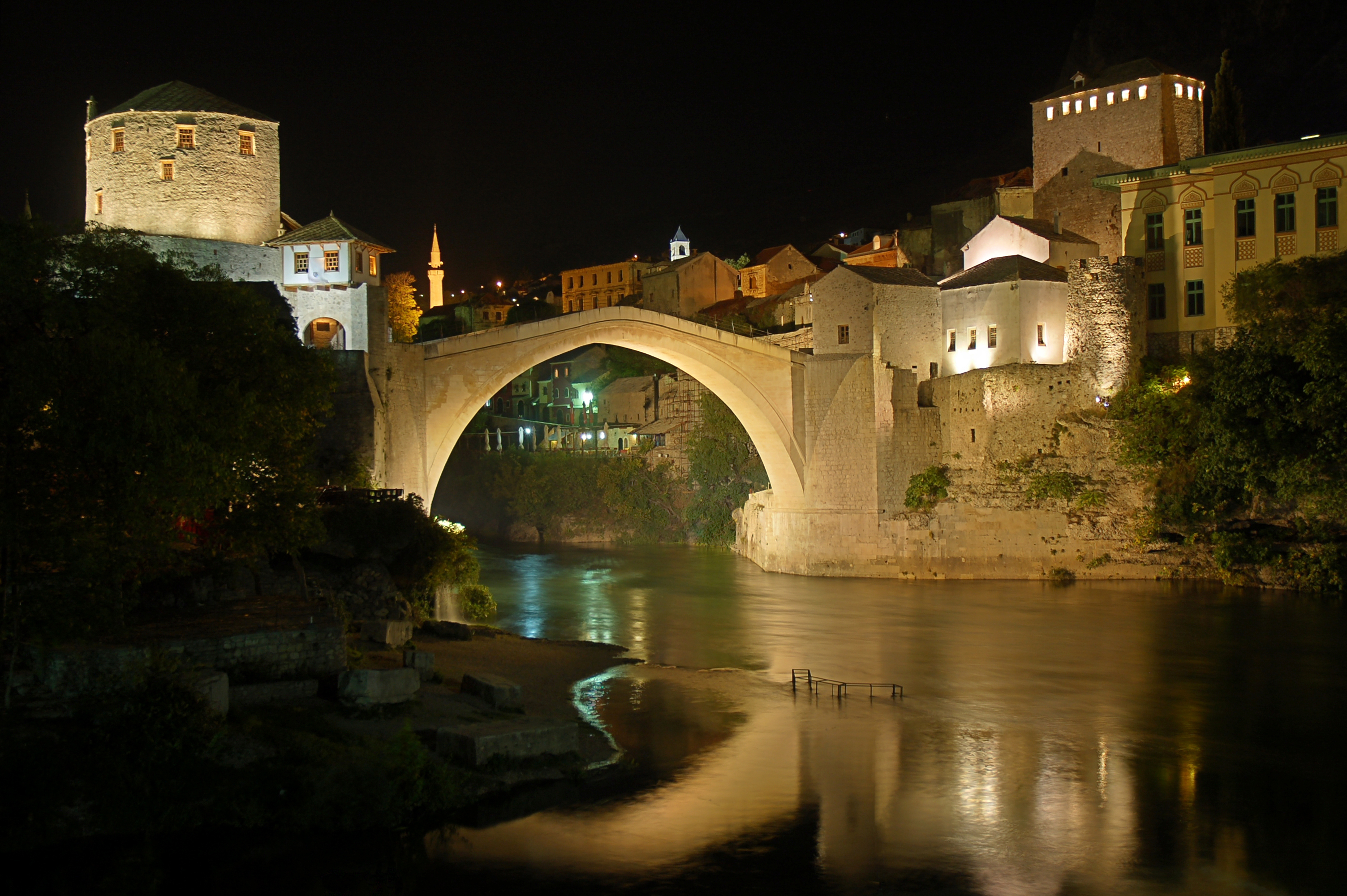
스타리 모스트의 야경 (2008년 촬영)
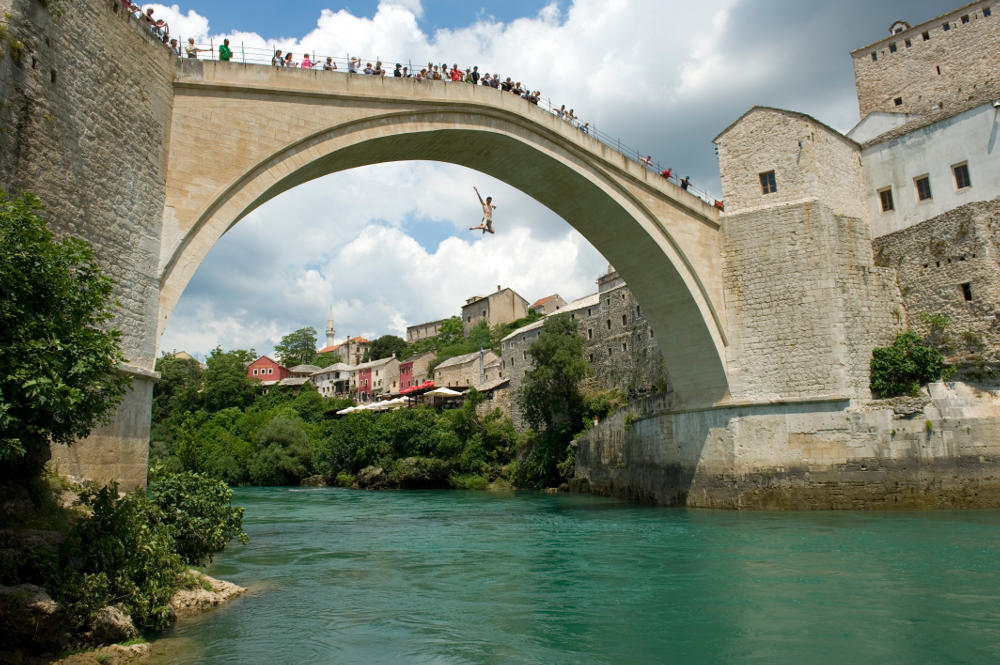
스타리 모스트에서 뛰어내리는 관광객의 모습